# Fiumalbo
Fiumalbo là một đô thị ở tỉnh Modena thuộc vùng Emilia-Romagna, có vị trí cách khoảng 70 km về phía tây nam của Bologna và khoảng 60 km southvề phía tây của Modena. Tại thời điểm ngày 31 tháng 12 năm 2004, đô thị này có dân số 1.335 người và diện tích 39.4 km².
Fiumalbo giáp các đô thị: Abetone, Coreglia Antelminelli, Cutigliano, Fanano, Pievepelago, Riolunato, Sestola.